# Sysinas
Sysinas is een geslacht van wantsen uit de familie van de Miridae (Blindwantsen). Het geslacht werd voor het eerst wetenschappelijk beschreven door William Lucas Distant in 1883.

## Soorten
Het genus bevat de volgende soorten:

- Sysinas affinis Distant, 1893
- Sysinas amazonensis Carvalho, 1988
- Sysinas audens Distant, 1883
- Sysinas boliviensis Carvalho & Gomes, 1971
- Sysinas carajasensis Carvalho, 1988
- Sysinas centralis Distant, 1883
- Sysinas fulvicollis (Fabricius, 1803)
- Sysinas hondurensis Carvalho & Schaffner, 1985
- Sysinas limbaticollis Reuter, 1908
- Sysinas linearis Distant, 1883
- Sysinas pallidipes (Stål, 1860)
- Sysinas panamensis Carvalho, 1985
- Sysinas semiluteus (Stal, 1860)
- Sysinas venezuelana Carvalho, 1989